# Franco Cristaldi
Franco Cristaldi (Turín, Italia, 3 de octubre de 1924 - Montecarlo, Mónaco, 1 de julio de 1992) fue un productor de cine italiano. Trabajó como productor y coproductor en más de 60 filmes entre 1950 y 1990.

## Biografía
En 1946 fundó su productora de cine Vides Cinematografica, en Turín. Esta productora comenzó produciendo cortometrajes y documentales. En 1980 la productora cambia su nombre a Cristaldifilm.
En la década de 1950 se muda a Roma. Trabajó con directores y guionistas como Francesco Rosi, Marco Bellocchio, Luchino Visconti, Mario Monicelli, Pietro Germi, Giuseppe Tornatore y Federico Fellini. Fue un productor de cine notorio en Italia; algunas de sus producciones más exitosas fueron El Nombre de la Rosa y Cinema Paradiso, ganando ambas reconocimientos internacionales.
En 1977 fue elegido presidente de la Federación Internacional de Asociaciones de Productores Cinematográficos y fue miembro del jurado en la 37ª edición del Festival de Cannes (1984).

## Vida personal
Nació en Turín en 1924 y estudió Derecho antes de interesarse por el cine.
Contrajo matrimonio con Carla Simonetti, con quien tuvo un hijo, Massimo. Cristaldi anuló este matrimonio y se casó con la actriz Claudia Cardinale en 1966. Fue su mentor durante su carrera de actriz, hasta su divorcio en 1975. En 1983 se casa con la actriz eritrea Zeudi Araya, quien participó en algunas de sus películas. Murió en Montecarlo en 1992.